# Loschberg (Waldhausen)
Der Loschberg ist ein 800 m ü. A. hoher Berg nordöstlich von Waldhausen in Niederösterreich.
Der Loschberg bietet einen Rundblick über das mittlere Waldviertel und an klaren Tagen ist sogar der Blick in die Alpen möglich. Ebenso aber erscheint der Loschberg als markante Erhebung die aus dem gesamten mittleren Waldviertel erkennbar ist. Daher diente der in West-Ost-Richtung dahinziehende, bewaldete und etwa 1000 m lange Bergrücken früher auch als Kreidfeuerberg. Heute befindet sich auf dem Loschberg ein Sender. Südwestlich unterhalb des Berges beim Purzelkamp befindet sich noch der Burgstall der ehemaligen, sogenannten Lozburg aus dem frühen Mittelalter.
Am südlichen Hang des Berges befindet sich auch das gleichnamige Dorf Loschberg.